# Чарльз Клапп (веслувальник)
Чарлз Клапп (англ. Charles Clapp, 11 січня 1959) — американський академічний веслувальник.
Срібний призер Олімпійських Ігор 1984 року в складі вісімки.
Бронзовий призер Чемпіонату світу 1981 року в складі вісімки.